# Szamarin
Szamarin (arab. شمارين) – wieś w Syrii, w muhafazie Aleppo. W 2004 roku liczyła 506 mieszkańców.